# Külüjpa Konduczałowa
Külüjpa Konduczałowa (kirg. Күлүйпа Кондучалова; ros. Кулуйпа Кондучалова; ur. 15 maja 1920 we wsi Kara-Dżygacz w obwodzie siemirieczeńskim, zm. 7 września 2013 w Biszkeku) – radziecka kirgiska polityk, Bohater Republiki Kirgiskiej.

## Życiorys
W 1938 ukończyła szkołę pedagogiczną we Frunze (Biszkeku), później pracowała jako nauczycielka i dyrektorka szkoły wiejskiej, 1940 została sekretarzem Tienszańskiego Obwodowego Komitetu Komsomołu, potem zastępcą przewodniczącego Komitetu Wykonawczego Tienszańskiej Rady Obwodowej. Od 1941 należała do WKP(b), była lektorem Tienszańskiego Komitetu Obwodowego Komunistycznej Partii (bolszewików) Kirgistanu, a 1943-1945 słuchaczką Wyższej Szkoły Partyjnej przy KC WKP(b), następnie do 1947 kierowała Wydziałem ds. Pracy Wśród Kobiet KC KP(b)K i była zastępcą redaktora odpowiedzialnego pisma "Kommunist". Od 1947 do maja 1948 była sekretarzem Prezydium Rady Najwyższej Kirgiskiej SRR, od maja 1948 do 1949 sekretarzem Komitetu Obwodowego KP(b)K w Dżalalabadzie ds. propagandy i agitacji, od marca 1949 do kwietnia 1952 zastępcą przewodniczącego Prezydium Rady Najwyższej Kirgiskiej SRR, a od 9 stycznia do 20 września 1952 sekretarzem KC KP(b)K. Od 1952 do lipca 1953 kierowała Wydziałem ds. Pracy Wśród Kobiet KC KP(b)K/KPK, 1953-1958 była zastępcą przewodniczącego Rady Ministrów Kirgiskiej SRR i jednocześnie 1953-1963 ministrem spraw zagranicznych Kirgiskiej SRR, a 1958-1980 ministrem kultury Kirgiskiej SRR, następnie przeszła na emeryturę.

## Odznaczenia
- Order Lenina
- Order Czerwonego Sztandaru Pracy (dwukrotnie)
- Order „Znak Honoru”
- Order „Manas” I klasy (Kirgistan, dwukrotnie – 4 lutego 1997 i 16 września 2000)
- Bohater Republiki Kirgiskiej (18 września 2010)